# Hal Varian
Hal Ronald Varian, né le 18 mars 1947 à Wooster en Ohio, est doyen de l'École de gestion et des systèmes d'information et professeur d'économie à l'université de Californie à Berkeley. 
Son livre Microeconomic Analysis constitue l'ouvrage de référence pour les étudiants en troisième cycle.

## Biographie
Hal Varian est diplômé du MIT et a obtenu son doctorat à l'université de Californie à Berkeley. 
Il a enseigné à l'université du Michigan, au MIT, à l'Université Stanford, à l'Université de Stockholm, au Nuffield College d'Oxford, à l'Université Monash à Melbourne (Australie) et à l'Université de Sienne (Italie).
Il travaille depuis 2002 pour Google en tant que « Chief Economist » et a tenu de 2000 à 2007 une chronique économique mensuelle pour le New York Times.
Il a été fortement influencé par Carl Shapiro, avec qui il a écrit un livre sur l'économie des réseaux.

## Honneurs
- Docteur honoris causa de l'université d'Oulu (Finlande), en 2002
- Docteur honoris causa de l'Institut de technologie de Karlsruhe (Allemagne), en 2006
- Prix Kalai, 2012